# Manjari Babu

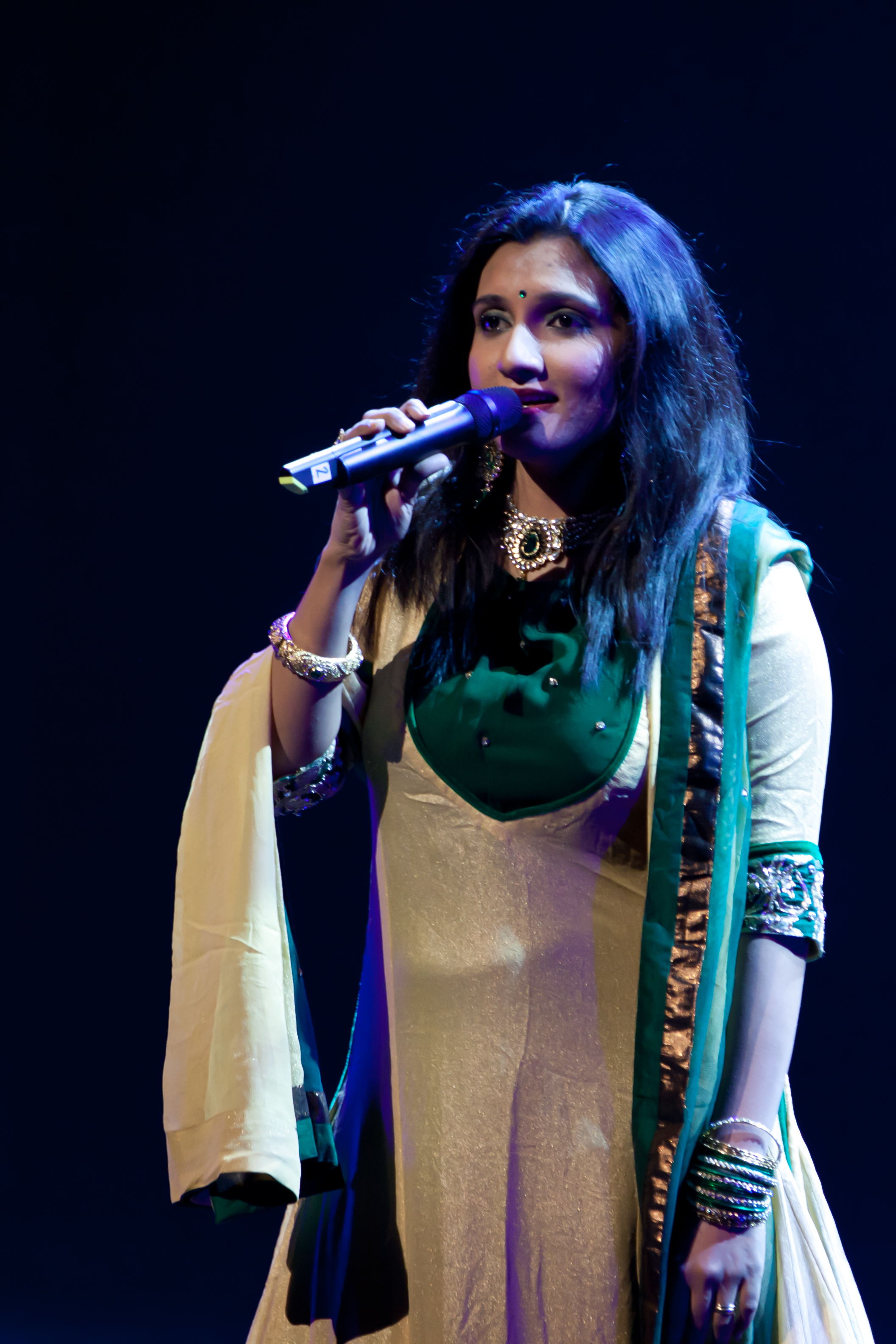

Manjari Babu (Malayalam: മഞ്ജരി ബാബു) (n. Thiruvananthapuram, India, el 17 de abril de 1986) es una cantante de playback de la India que opera principalmente en el Malayalam. 

## Biografía
Nació en 1986 en Thiruvananthapuram y creció en Muscat. Su primera actuación fue cuando incursionó en la primera etapa con Shiva, una banda de rock de Calcuta, cuando ella estaba cursaba el octavo grado.[cita requerida]

## Carrera
Desde su debut, ha trabajado con artistas como , Ilayaraaja, M. G. Radhakrishnan, Kaithapram Viswanathan, Vidyasagar, M. Jayachandran, Yuvan Shankar Raja y el rfallecido Raveendran. También ha publicado álbumes como Balabhaskar's Mazhayil Aaro Oral. Tiene más de 40 películas en tamil y malayalam y varios discos.
Manjari ganó el premio Film Award como la mejor cantante femenina en dos ocasiones;. La primera fue en 2004, por la canción Mukilin Makale de la película Makalku y la segunda llegó en 2008 para la canción Mullulla Murikkinmel en Vilapangalkappuram.

## Discografía

### Filmogtafía
| Año  | Película        | canciones                   | Notas              |
| ---- | --------------- | --------------------------- | ------------------ |
| 2005 | Achuvinte Amma  |                             | Asianet Award      |
| 2005 | Makalkku        | Mukilin Makalee             | Kerala State Award |
| 2005 | Kochi Rajavu    | Kinavin Kilikale            |                    |
| 2005 | Daivanamathil   |                             |                    |
| 2005 | Anandabhadram   | Pinakkamaano                |                    |
| 2006 | Out of Syllabus | Poi varuvaan                |                    |
| 2006 | Rasathanthram   | Attinkara                   | Asianet Award      |
| 2006 | Vadakkumnathan  |                             |                    |
| 2006 | Classmates      |                             |                    |
| 2007 | Vinodayatra     | Kaiyetha Kombathu           |                    |
| 2007 | Hello           | Mazhavillin Neelima, Bhajan |                    |
| 2007 | Nasrani         | Eeran Meghame               |                    |
| 2008 | Positive        | Orikkal née paranju         |                    |
| 2011 | Urumi           | Chimmi Chimmi               |                    |

### Álbumes
- Ekakikalude Geetham
- Kashithumpe
- Mazhayilaroo
- Njanenna Gaanam
- Thottarvadi
- Ennum Ee Ponnonam
- Kinavile Raajathy
- Mizhikal
- Orikkal Nee Paranju
- Pranayamayee
- +2 kari
- Dilruba
- Ennennum
- Khanasyam
- Aattukaldevi amma